# Liste der Einträge im National Register of Historic Places im Cook County (Illinois)/Chicago West

Lage des Cook County in Illinois

Die Liste der Einträge im National Register of Historic Places im Cook County in Illinois führt alle Bauwerke und historischen Stätten im Cook County auf, die in das National Register of Historic Places aufgenommen wurden.
Die Liste gliedert sich in fünf Teile:
- Liste der Einträge im National Register of Historic Places in Chicago-Zentrum
- Liste der Einträge im National Register of Historic Places in Chicago-Nord
- Liste der Einträge im National Register of Historic Places in Chicago-West
- Liste der Einträge im National Register of Historic Places in Chicago-Süd
- Liste der Einträge im National Register of Historic Places im Cook County außerhalb von Chicago

## Legende
| NRHP | Historic Place                      |
| HD   | Historic District                   |
| NHL  | National Historic Landmark          |
| NHLD | National Historic Landmark District |

## Aktuelle Einträge
In dieser Tabelle sind die NRHP-Einträge im Westen von Chicago aufgeführt, der größten Stadt des Cook County und des Staates Illinois. Unter der Rubrik "Ort" ist der jeweilige Stadtteil (Neighborhood) angegeben.
| [ 3 ] | Name                                                          | Bild                                                          | Eintragsdatum                                  | Lage | Ort                                | Beschreibung |
| ----- | ------------------------------------------------------------- | ------------------------------------------------------------- | ---------------------------------------------- | --- | ---------------------------------- | --- |
| 1     | 7th District Police Station                                   | 7th District Police Station                                   | 1996 ID-Nr. 96000515                           | 943-949 West Maxwell Street 41° 51′ 52″ N, 87° 39′ 2″ W | Near West Side                     | 1888 im neoromanischen Stil errichtetes Polizeirevier; bis 1988 in Betrieb                                                                |
| 2     | Austin Historic District                                      |                                                               | 1985 ID-Nr. 85001741                           | Abgegrenzt durch West Ohio Street, North Waller Avenue, North Parkside Avenue, West End Avenue, North Mayfield Avenue und West Corcoran Place 41° 53′ 12″ N, 87° 46′ 12″ W | Austin                             | |
| 3     | Austin Town Hall Park Historic District                       | Austin Town Hall Park Historic District                       | 2006 ID-Nr. 06001015                           | Abgegrenzt durch West Lake Street, North Central Avenue, North Parkside Avenue und West Race Avenue 41° 53′ 18″ N, 87° 45′ 57″ W | Austin                             | |
| 4     | Automatic Electric Company Building                           | Automatic Electric Company Building                           | 2002 ID-Nr. 02001386                           | 1001 West Van Buren Street 41° 52′ 42″ N, 87° 39′ 8″ W | Near West Side                     | |
| 5     | Building at 900 West Lake Street                              | Building at 900 West Lake Street                              | 1999 ID-Nr. 99000163                           | 900 West Lake Street 41° 53′ 9″ N, 87° 39′ 0″ W | Near West Side                     | |
| 6     | Central Park Theater                                          | Central Park Theater                                          | 2005 ID-Nr. 05000873                           | 3531-39 West Roosevelt Road 41° 51′ 59″ N, 87° 42′ 26″ W | North Lawndale                     | |
| 7     | Cermak Road Bridge Historic District                          | Cermak Road Bridge Historic District                          | 2012 ID-Nr. 12000243                           | Abgegrenzt durch West Cermak Road und den Chicago River 41° 51′ 9,8″ N, 87° 38′ 25,9″ W | Lower West Side                    | |
| 8     | Anton Cermak House                                            |                                                               | 2011 ID-Nr. 10001201                           | 2348 South Millard Avenue 41° 50′ 54″ N, 87° 42′ 59″ W | South Lawndale                     | Früheres Wohnhaus des Chicagoer Bürgermeisters Anton Cermak                                                                               |
| 9     | Chicago and North Western Railway Power House                 | Chicago and North Western Railway Power House                 | 2004 ID-Nr. 04001306                           | 211 North Clinton Street 41° 53′ 18″ N, 87° 38′ 54″ W | Near West Side                     | |
| 10    | Chicago Sanitary and Ship Canal Historic District             | Chicago Sanitary and Ship Canal Historic District             | 2011 ID-Nr. 11000907                           | Illinois Waterway miles 290.0-321.7 41° 50′ 4,8″ N, 87° 41′ 41,6″ W | Lower West Side und South Lawndale | Teil der MPS Illinois Waterway Navigation System Facilities, die mehrere gelistete Objekte in verschiedenen Countys enthält               |
| 11    | Chicago Telephone Company Kedzie Exchange                     | Chicago Telephone Company Kedzie Exchange                     | 2001 ID-Nr. 01000594                           | 17 South Homan Avenue 41° 52′ 49″ N, 87° 42′ 39″ W | East Garfield Park                 | |
| 12    | Church of the Epiphany                                        | Church of the Epiphany                                        | 1998 ID-Nr. 98000067                           | 201 South Ashland Avenue 41° 52′ 43″ N, 87° 39′ 59″ W | Near West Side                     | |
| 13    | Columbus Park                                                 | Columbus Park                                                 | 1991 ID-Nr. 91000567                           | 500 South Central Avenue 41° 52′ 28″ N, 87° 46′ 10″ W | Austin                             | |
| 14    | Cook County Hospital Administration Building                  | Cook County Hospital Administration Building                  | 2006 ID-Nr. 06001017                           | 1835 West Harrison Street 41° 52′ 33″ N, 87° 40′ 22″ W | Near West Side                     | |
| 15    | Creamery Package Manufacturing Company Building               | Creamery Package Manufacturing Company Building               | 2011 ID-Nr. 11000778                           | 1245 West Washington Boulevard 41° 52′ 58″ N, 87° 39′ 30″ W | Near West Side                     | |
| 16    | Dawson Brothers Plant                                         | Dawson Brothers Plant                                         | 1985 ID-Nr. 85000265                           | 517-519 North Halsted Street 41° 53′ 31″ N, 87° 38′ 50″ W | West Town                          | |
| 17    | East Village Historic District                                | East Village Historic District                                | 2009 ID-Nr. 09000459                           | Abgegrenzt durch West Division Street West Chicago Avenue, North Hermitage Avenue und North Damen Avenue 41° 53′ 58,7″ N, 87° 40′ 25,6″ W | West Town                          | |
| 18    | First Congregational Church of Austin                         | First Congregational Church of Austin                         | 1977 ID-Nr. 77000474                           | 5701 West Midway Park 41° 53′ 19″ N, 87° 46′ 5″ W | Austin                             | |
| 19    | Jennie Foley Building                                         | Jennie Foley Building                                         | 1985 ID-Nr. 85001274                           | 626-628 South Racine Avenue 41° 52′ 24″ N, 87° 39′ 25″ W | Near West Side                     | |
| 20    | Garfield Park                                                 | Garfield Park                                                 | 1993 ID-Nr. 93000837                           | 100 North Central Park Avenue 41° 53′ 11″ N, 87° 42′ 58″ W | East Garfield Park                 | |
| 21    | Abraham Groesbeck House                                       | Abraham Groesbeck House                                       | 1993 ID-Nr. 92001841                           | 1304 West Washington Boulevard 41° 52′ 59″ N, 87° 39′ 36″ W | Near West Side                     | |
| 22    | Guyon Hotel                                                   | Guyon Hotel                                                   | 1985 ID-Nr. 85000966                           | 4000 West Washington Boulevard 41° 52′ 55″ N, 87° 43′ 35″ W | West Garfield Park                 | |
| 23    | Holy Trinity Russian Orthodox Cathedral and Rectory           | Holy Trinity Russian Orthodox Cathedral and Rectory           | 1976 ID-Nr. 76000693                           | 1117-1127 North Leavitt Street 41° 54′ 7″ N, 87° 40′ 55″ W | West Town                          | |
| 24    | Home Bank and Trust Company                                   | Home Bank and Trust Company                                   | 2007 ID-Nr. 07000061                           | 1200 North Ashland Avenue 41° 54′ 14″ N, 87° 40′ 5″ W | West Town                          | |
| 25    | Hull House                                                    | Hull House                                                    | 1966 ID-Nr. 66000315                           | 800 South Halsted Street 41° 52′ 17″ N, 87° 38′ 49″ W | Near West Side                     | |
| 26    | Humboldt Park                                                 | Humboldt Park                                                 | 1992 ID-Nr. 92000074                           | Abgegrenzt durch North Sacramento Boulevard, West Augusta Boulevard, North Kedzie Avenue, West North Avenue, North California Avenue und West Division Street 41° 54′ 12″ N, 87° 42′ 10″ W                                                                                       | West Town                          | |
| 27    | International Tailoring Company Building                      | International Tailoring Company Building                      | 2008 ID-Nr. 07001474                           | 847 West Jackson Boulevard 41° 52′ 39,7″ N, 87° 38′ 56,9″ W | Near West Side                     | |
| 28    | Jewish People's Institute                                     | Jewish People's Institute                                     | 1978 ID-Nr. 78001122                           | 3500 West Douglas Boulevard 41° 51′ 47″ N, 87° 42′ 47″ W | North Lawndale                     | |
| 29    | K-Town Historic District                                      |                                                               | 2010 ID-Nr. 10000724                           | Abgegrenzt durch West Cullerton Street, South Pulaski Road, West Cermak Road und South Kostner Avenue und 41° 51′ 11″ N, 87° 43′ 47″ W | South Lawndale                     | |
| 30    | Patrick J. King House                                         | Patrick J. King House                                         | 1983 ID-Nr. 83000311                           | 3234 West Washington Boulevard 41° 52′ 58″ N, 87° 42′ 27″ W | East Garfield Park                 | |
| 31    | Henry E. Legler Regional Branch of the Chicago Public Library | Henry E. Legler Regional Branch of the Chicago Public Library | 1986 ID-Nr. 86003169                           | 115 South Pulaski Road 41° 52′ 46″ N, 87° 43′ 31″ W | West Garfield Park                 | |
| 32    | Lindemann and Hoverson Company Showroom and Warehouse         | Lindemann and Hoverson Company Showroom and Warehouse         | 2008 ID-Nr. 08001095                           | 2620 West Washington Boulevard 41° 52′ 58,6″ N, 87° 41′ 31,4″ W | East Garfield Park                 | |
| 33    | Logan Square Boulevards Historic District                     | Logan Square Boulevards Historic District                     | 1985 ID-Nr. 85002901                           | West Logan Boulevard, Logan Square, Kedzie Boulevard, Palmer Square und North Humboldt Boulevard 41° 55′ 12″ N, 87° 41′ 58″ W | Logan Square                       | |
| 34    | Lou Mitchell's Restaurant                                     | Lou Mitchell's Restaurant                                     | 2006 ID-Nr. 06000376                           | 565 West Jackson Boulevard 41° 52′ 38″ N, 87° 38′ 30″ W | Near West Side                     | |
| 35    | Midwest Athletic Club                                         | Midwest Athletic Club                                         | 1984 ID-Nr. 84000138                           | 6 North Hamlin Avenue 41° 52′ 52″ N, 87° 43′ 16″ W | West Garfield Park                 | |
| 36    | Notre Dame de Chicago                                         | Notre Dame de Chicago                                         | 1979 ID-Nr. 79000826                           | 1338 West Flournoy Street 41° 52′ 24″ N, 87° 39′ 39″ W | Near West Side                     | |
| 37    | Otis Elevator Company Factory Building                        | Otis Elevator Company Factory Building                        | 2008 ID-Nr. 08001097                           | 1435 West 15th Street und 1501 South Laflin Street 41° 51′ 41,2″ N, 87° 39′ 44,2″ W | Near West Side                     | |
| 38    | Pilsen Historic District                                      | Pilsen Historic District                                      | 2006 ID-Nr. 10240018                           | Abgegrenzt durch West 16th Street, West Cermak Road, South Halsted Street und South Western Avenue 41° 51′ 14″ N, 87° 40′ 13″ W | Lower West Side                    | |
| 39    | Produce Terminal Cold Storage Company Building                | Produce Terminal Cold Storage Company Building                | 2003 ID-Nr. 03000538                           | 1550 South Blue Island Avenue 41° 51′ 42″ N, 87° 39′ 28″ W | Near West Side                     | |
| 40    | Pulaski Park and Fieldhouse                                   | Pulaski Park and Fieldhouse                                   | 1981 ID-Nr. 81000217                           | 1419 West Blackhawk Street 41° 54′ 21″ N, 87° 39′ 47″ W | West Town                          | |
| 41    | St. Ignatius College Prep                                     | St. Ignatius College Prep                                     | 1977 ID-Nr. 77000480                           | 1076 West Roosevelt Road 41° 52′ 3″ N, 87° 39′ 6″ W | Near West Side                     | |
| 42    | St. Matthew Evangelical Lutheran School                       | St. Matthew Evangelical Lutheran School                       | 2000 ID-Nr. 99001710                           | 2101-2107 West 21st Street 41° 51′ 13″ N, 87° 40′ 43″ W | Lower West Side                    | |
| 43    | St. Patrick's Roman Catholic Church                           | St. Patrick's Roman Catholic Church                           | 1977 ID-Nr. 77000481                           | 718 West Adams Street 41° 52′ 45″ N, 87° 38′ 40″ W | Near West Side                     | |
| 44    | Schoenhofen Brewery Historic District                         |                                                               | 1978 ID-Nr. 78001128                           | Abgegrenzt durch West 16th Street, West 18th Street, South Canal Street und South Clinton Street 41° 51′ 31″ N, 87° 38′ 22″ W | Lower West Side                    | |
| 45    | Sears, Roebuck and Company Complex                            | Sears, Roebuck and Company Complex                            | 1978 ID-Nr. 78001129                           | 925 South Homan Avenue 41° 52′ 10″ N, 87° 42′ 42″ W | East Garfield Park                 | |
| 46    | Shedd Park Fieldhouse                                         | Shedd Park Fieldhouse                                         | 1974 ID-Nr. 74000755                           | 3660 West 23rd Street 41° 51′ 1″ N, 87° 43′ 1″ W | South Lawndale                     | |
| 47    | J. P. Smith Shoe Company Plant                                | J. P. Smith Shoe Company Plant                                | 1985 ID-Nr. 85002842                           | 671-699 North Sangamon Avenue und 901-921 Worth Huron Street 41° 53′ 41″ N, 87° 39′ 3″ W | West Town                          | |
| 48    | South Water Market                                            | South Water Market                                            | 2004 ID-Nr. 04000870                           | Abgegrenzt durch West 14th Place, 16th Street, South Racine Avenue und South Morgan Street 41° 51′ 42″ N, 87° 39′ 15″ W | Near West Side                     | |
| 49    | Story-Camp Rowhouses                                          | Story-Camp Rowhouses                                          | 1980 ID-Nr. 80001351                           | 1526-1528 West Monroe Street 41° 52′ 48″ N, 87° 39′ 57″ W | Near West Side                     | |
| 50    | Tri-Taylor Historic District                                  | Tri-Taylor Historic District                                  | 1983 ID-Nr. 83000315                           | Abgegrenzt durch South Claremont Avenue, West Harrison Street, South Oakley Avenue, West Polk Street, West Ogden Avenue und West Roosevelt Road; Erweiterung um Oakley Street, Harrison Street und Claremont Street, Taylor Street und Oakley Street 41° 52′ 13″ N, 87° 41′ 0″ W | Near West Side                     | Erweiterung im Jahr 1988 |
| 51    | Union Park Congregational Church and Carpenter Chapel         | Union Park Congregational Church and Carpenter Chapel         | 2006 ID-Nr. 06000446                           | 1613 West Washington Boulevard 41° 53′ 6″ N, 87° 40′ 3″ W | Near West Side                     | Heute bekannt als First Baptist Congregational Church; errichtet im Jahr 1871; am 2. Februar 2011 durch einen Blizzard teilweise zerstört |
| 52    | Union Park Hotel                                              | Union Park Hotel                                              | 2010 ID-Nr. 10000309                           | 1519-1521 West Warren Boulevard 41° 52′ 55,6″ N, 87° 39′ 58″ W | Near West Side                     | |
| 53    | United States Post Office-Chicago                             | United States Post Office-Chicago                             | 2001 ID-Nr. 01000868                           | 433 West Van Buren Street 41° 52′ 34″ N, 87° 38′ 19″ W | Near West Side                     | |
| 54    | Seth Warner House                                             |                                                               | 1982 ID-Nr. 82002531                           | 631 North Central Avenue 41° 53′ 31″ N, 87° 45′ 54″ W | Austin                             | |
| 55    | West Jackson Boulevard District                               | West Jackson Boulevard District                               | 1978 ID-Nr. and 89001729 78001134 and 89001729 | Abgegrenzt durch South Laflin Avenue, South Ashland Avenue, West Adams Street und West Van Buren Street; erweitert um 1513 West Adams Street 41° 52′ 39″ N, 87° 39′ 55″ W | Near West Side                     | Erweiterung im Jahr 1989 |
| 56    | Wholesale Florists Exchange                                   | Wholesale Florists Exchange                                   | 2011 ID-Nr. 11000849                           | 1313 West Randolph Street 41° 53′ 3″ N, 87° 39′ 34″ W | Near West Side                     | |
| 57    | Wicker Park Historic District                                 | Wicker Park Historic District                                 | 1979 ID-Nr. 79000831                           | Abgegrenzt durch North Wood Street, West Crystal Street, North Caton Street, North Claremont Avenue und West North Avenue 41° 54′ 26″ N, 87° 40′ 20″ W | West Town                          | |